# Dniprovske
Dniprovske (en ucraniano: Дніпровське) es un pueblo ucraniano perteneciente al óblast de Dnipropetrovsk. Situado en el centro del país, es parte del raión de Kamianské y del municipio (hromada) de Verjnodniprovsk.

## Toponimia
El nombre del lugar en ruso es Dnepróvskoye (en ruso: Днепровское). 

## Geografía
Dniprovske se encuentra en la margen derecha del río Dniéper, entre Kamianské (a 29 km) y Verjnodniprovsk (a 14 km), 70 km al oeste de Dnipró.   

## Historia
Dniprovske fue fundado en 1951 como un asentamiento de trabajadores para una fábrica de almidón y jarabe recién construida, que empezó a funcionar en 1960. Dniprovske recibió el estatus de asentamiento de tipo urbano el 19 de marzo de 1957.   
Dniprovske fue parte del raión de Verjnodniprovsk hasta 2020, año en el que se hizo una reforma administrativa que redujo el número de raiones del óblast de Dnipropetrovsk a siete, y la ciudad pasó a ser parte del raión de Kamianské.En 2023, la localidad perdió el estatus de asentamiento de tipo urbano debido a la eliminación de este estatus administrativo.

## Demografía
La evolución de la población de Dniprovske entre 1959 y 2022 fue la siguiente:
| 1245                                                          | 5950 | 6115 | 6086 | 5810 | 5682 | 5628 | 5324 |
| (Fuente: Cities & Towns of Ukraine y UKRAINE: Größere Städte) |      |      |      |      |      |      |      |

Según el censo de 2001, la lengua materna de la mayoría de los habitantes, el 85,68%, es el ucraniano; del 13,81% es el ruso.

## Economía
La fábrica de almidón y jarabe JSC Dnipro, que procesa principalmente maíz para obtener melaza, aceite de maíz, furfural y jarabe de glucosa, sigue siendo el mayor empleador de la ciudad y tiene su propia conexión ferroviaria.

## Infraestructura

### Transporte
La estación de tren más cercana se encuentra en Novomikoláivka, en la vía férrea que conecta Kamianské y Krivói Rog. Dniprovske tiene acceso a la autopista H08 que conecta Kamianské y Kremenchuk.